# Longkou, Guangdong
Longkou (kinesiska: 龙口)  är en köping i sydöstra Kina. Den ligger i Heshan i staden Jiangmen i provinsen Guangdong, omkring 54 kilometer sydväst om provinshuvudstaden Guangzhou. Antalet invånare är 36 625. Befolkningen består av 17 633 kvinnor och 18 992 män. Barn under 15 år utgör 13,0 %, vuxna 15-64 år 73 %, och äldre över 65 år 12,0 %.